# Plistonax
Plistonax es un género de escarabajos longicornios de la tribu Acanthoderini.

## Especies
- Plistonax albituberculatus Silva Junior & Souza, 2019
- Plistonax albolinitus (Bates, 1861)
- Plistonax antonkozlovi Santos-Silva, Nascimento & Silva Junior, 2020
- Plistonax ariasi (Chemsak & Hovore, 2002)
- Plistonax bialbomaculatus (Zajciw, 1964)
- Plistonax difficilis (Chemsak & Hovore, 2002)
- Plistonax hefferni (Audureau, 2017)
- Plistonax inopinatus Lane, 1960
- Plistonax pictus (Galileo & Martins, 2012)
- Plistonax rafaeli Martins & Galileo, 2006
- Plistonax senecauxi Tavakilian & Neouze, 2013
- Plistonax signatifrons (Zajciw, 1964)